# 埃雷拉省
埃雷拉省 （Provincia de Herrera）是巴拿馬的一個省，位於該國中南部阿蘇埃羅半島上，東臨帕利塔灣。面積2,336平方公里，2006年估計人口110,600人。首府奇特雷。
下分7縣、48市。